# Karoro Pond
Der Karoro Pond ist ein 1,3 km langer Tümpel in der Asgard Range des ostantarktischen Viktorialands. Er liegt inmitten der felsigen Wasserscheide zwischen dem Matterhorn- und dem Rhone-Gletscher.
Das New Zealand Geographic Board benannte ihn 1998 nach der maorischen Bezeichnung für die Dominikanermöwe.